# 尖吻小眼蛇鰻
尖吻小眼蛇鰻，為輻鰭魚綱鰻鱺目糯鰻亞目蛇鰻科的其中一種，分布於西印度洋區的南非海域，體長可達40公分，棲息在底層海域，屬肉食性，生活習性不明。

## 擴展閱讀
維基物種上的相關：尖吻小眼蛇鰻